# Krištof Ravbar
Krištof Ravbar, łac.: Christophorus Rauber (ur. ok. 1466, zm. 26 października 1536 w Wiedniu) – duchowny katolicki, drugi biskup ordynariusz katolickiej diecezji lublańskiej, sprawujący pontyfikat od 1494 roku; dyplomata cesarski.
W latach 1509–1512 pełnił funkcję koadiutora w Seckau, a następnie do 1536 roku był administratorem apostolskim tego biskupstwa. Ponadto od 25 lutego 1508 roku aż do swojej śmierci sprawował urząd komtura klasztora benedyktynów w Admont.
Jako wysoki rangą przedstawiciel Kościoła katolickiego oraz dyplomata odegrał ważną rolę w habsburskiej polityce XVI wieku oraz w rodzinnej Krainie.

## Życiorys

### Pochodzenie
Rodzina Ravabarów (Rauber von Plankenstein) wywodzi się ze starej karynckiej szlachty, której korzenie sięgają końca XIV wieku, a jej założycielem był Matthäus. Krištof urodził się około 1466 roku na zamku Weineck (słow. Kravjek) jako syn Niklasa Raubera i Dorothey z domu burgrabiów von Luenz (Lienz) und zum Luegg.

### Działalność dyplomatyczna
Krištof Ravbar uchodził za osobę elokwentną przez co miał bardzo dobre kontakty na dworze cesarskim. Łatwo zjednywał sobie ludzi. W związku z tym król, a następnie późniejszy cesarz Niemiec Maksymilian I Habsburg powierzał mu prowadzenie wielu ważnych dla siebie misji dyplomatycznych. Między innymi brał on udział w zawarciu paktu dziedzicznego między Habsburgami a Jagiellonami w 1506 roku, którego efektem było późniejsze małżeństwo wnuka Maksymiliana I – Ferdynanda Habsburga z Anną Jagiellonką. Brał udział także w zjeździe wiedeńskim w 1515 roku, gdzie uzgodniono ślub króla Węgier i Czech Ludwika II Jagiellończyka z Anną Habsburżanką.

### Walki z Wenecją i Turkami
Krištof Ravbar bardziej niż sprawami duchownymi zajmował się polityką oraz brał udział osobiście w walkach z Turkami, podbijającymi w tym czasie Półwysep Bałkański oraz Wenecją. Wyróżniał się przy tym odwagą i wytrwałością. W 1511 roku osobiście stał wraz z Johannem von Auerspergiem na czele wojsk cesarskich w kampanii przeciwko Wenecji.
W latach 1529–1530 był starostą krajowym Krainy. W tym czasie podjął odpowiednie działania, których celem była obrona tego regionu przed wojskami Imperium Osmańskiego. Zmarł w 1536 roku w Wiedniu. Został pochowany na zamku w Gornjim Gradzie.